# Боровниця
Боровниця (словен. Borovnica) — поселення в общині Боровниця, Осреднєсловенський регіон, Словенія. Висота над рівнем моря: 298,6 м.